# 輪廻のラグランジェのディスコグラフィ
『輪廻のラグランジェのディスコグラフィ』（りんねのラグランジェのディスコグラフィ）では、テレビアニメ『輪廻のラグランジェ』の関連CDおよび配信限定楽曲について記述する。発売元はFlyingDog。

## シングル

### TRY UNITE!/Hello!
2012年2月1日に発売された中島愛が歌うテレビアニメ第1期のオープニング・エンディングテーマ。

### マーブル/忘れないよ。
2012年8月1日に発売された中島愛が歌うテレビアニメ第2期のオープニング・エンディングテーマ。

### ジャージ部魂!/ジャージ部のうた-完全版-
2012年8月15日発売。表題曲「ジャージ部魂!」は鴨女ジャージ部が歌うテレビアニメ第2期のエンディングテーマ。カップリング曲「ジャージ部のうた-完全版-」は、京乃まどか（石原夏織）が歌う挿入歌「ジャージ部のうた」（オリジナルサウンドトラック収録）を同ユニットで歌った完全版。
収録曲
1. ジャージ部魂! [4:04]
歌：鴨女ジャージ部[メンバー 1]
作詞・作曲・編曲：ダンス☆マン
テレビアニメ『輪廻のラグランジェ season2』エンディングテーマ
2. ジャージ部のうた-完全版- [2:33]
歌：鴨女ジャージ部[メンバー 1]
作詞：千野孝敏、作曲：鈴木さえ子・TOMISIRO、編曲：沢田完
3. ジャージ部魂!（オリジナル・カラオケ）
4. ジャージ部のうた-完全版-（オリジナル・カラオケ）

## アルバム

### キャラクターCD

#### Vol.1
2012年9月5日に発売されたTVアニメ『輪廻のラグランジェ season2』のキャラクターCD第1弾「まどか編」。オリジナルのドラマパートと京乃まどか（石原夏織）の新録キャラクターソングを収録。
収録内容
1. Chapter1 プロローグ [0:57]
2. Chapter2 みんなのパンツ [5:13]
3. Chapter3 お風呂で抜けない!? [2:23]
4. Chapter4 王様ゲーム [2:28]
5. Chapter5 パンツ引き裂き魔捕獲作戦! [1:23]
6. キミのもとへ! [4:20]
歌：京乃まどか（石原夏織）
作詞・作曲・編曲：fu_mou
7. Chapter6 エピローグ [0:59]
8. おまけ〜キャストトーク <[お題]女子だけのお泊まり会の思い出> [9:59]
9. キミのもとへ!（オリジナル・カラオケ） [4:21]

出演
- 京乃まどか：石原夏織
- ラン：瀬戸麻沙美
- ムギナミ：茅野愛衣
- 野上さち：山口立花子
- 近藤みち：三森すずこ

#### Vol.2
2012年9月12日に発売されたTVアニメ『輪廻のラグランジェ season2』のキャラクターCD第2弾「ラン編」。オリジナルのドラマパートとラン（瀬戸麻沙美）の新録キャラクターソングを収録。
収録内容
1. Chapter1 プロローグ [0:18]
2. Chapter2 奇妙なプレゼント [1:41]
3. Chapter3 シャチに罪はない [4:05]
4. Chapter4 贈り主は誰? [4:32]
5. Chapter5 シャチが抜けない!? [5:32]
6. Chapter6 さよなら、シャチ。 [1:35]
7. かわいそうなシャチ [4:00]
歌：ラン（瀬戸麻沙美）
作詞・作曲・編曲：川田瑠夏
8. Chapter7 エピローグ [0:36]
9. おまけ〜キャストトーク <[お題]ペットにまつわる思い出> [11:16]
10. かわいそうなシャチ（オリジナル・カラオケ） [4:02]

出演
- 京乃まどか：石原夏織
- ラン：瀬戸麻沙美
- ムギナミ：茅野愛衣
- 野上さち：山口立花子
- 近藤みち：三森すずこ
- 岩淵まちこ：浅倉杏美
- アステリア：金元寿子

#### Vol.3
2012年9月19日に発売されたTVアニメ『輪廻のラグランジェ season2』のキャラクターCD第3弾「ムギナミ編」｡ オリジナルのドラマパートとふかわりょう（ROCKETMAN）書き下ろし作詞・作曲のムギナミ（茅野愛衣）の新録キャラクターソングを収録。
収録内容
1. Chapter1 プロローグ [0:41]
2. Chapter2 美しくて性格のいい娘たち [4:32]
3. Chapter3 ピスタチオが抜けない!? [7:10]
4. Chapter4 もっと柔らかい場所 [6:24]
5. Darlin' [4:46]
歌：ムギナミ（茅野愛衣）
作詞・作曲・編曲：ROCKETMAN（ふかわりょう）
6. Chapter5 エピローグ [0:47]
7. おまけ〜キャストトーク <[お題]からだのウィークポイント> [8:56]
8. Darlin'（オリジナル・カラオケ） [4:45]

出演
- 京乃まどか：石原夏織
- ラン：瀬戸麻沙美
- ムギナミ：茅野愛衣
- 中泉ようこ：能登麻美子
- 渡部えり：田中理恵
- 上原はるか：藤村歩

### サウンドトラック

#### TVアニメーション「輪廻のラグランジェ」オリジナルサウンドトラック
2012年3月28日に発売されたテレビアニメ『輪廻のラグランジェ』のオリジナル･サウンドトラック。鈴木さえ子とTOMISIRO（掛川陽介・本澤尚之）のチームが手掛けた劇伴曲のほか、中島愛が歌うオープニング・エンディングテーマ（各テレビサイズ）や、京乃まどか（石原夏織）が歌う挿入歌「ジャージ部のうた」も収録している。
収録曲
| 特記の無い曲は鈴木さえ子、TOMISIRO作曲・編曲。 |                                                  |                |                     |                   |       |
| #                                              | タイトル                                         | 作詞           | 作曲                | 編曲              | 時間  |
| 1.                                             | 「Kamogawa in A major」                          |                |                     |                   | 1:23  |
| 2.                                             | 「TRY UNITE! -TV size-」(歌：中島愛)             | サエキけんぞう | Rasmus Faber        | Rasmus Faber      | 1:35  |
| 3.                                             | 「Ohayo!」                                       |                |                     |                   | 1:32  |
| 4.                                             | 「Kamojo」                                       |                |                     |                   | 1:30  |
| 5.                                             | 「Wonders」                                      |                |                     |                   | 2:00  |
| 6.                                             | 「Memoria」                                      |                |                     |                   | 1:34  |
| 7.                                             | 「Kamogawa energy」                              |                |                     |                   | 1:46  |
| 8.                                             | 「Sunnyside」                                    |                |                     |                   | 1:50  |
| 9.                                             | 「Life in peace」                                |                |                     |                   | 2:07  |
| 10.                                            | 「Day dreamer」                                  |                |                     |                   | 1:26  |
| 11.                                            | 「BWH」                                          |                |                     |                   | 1:39  |
| 12.                                            | 「Tom-boy」                                      |                |                     |                   | 1:32  |
| 13.                                            | 「Sweet star」                                   |                |                     |                   | 1:52  |
| 14.                                            | 「Dousi」                                        |                |                     |                   | 1:28  |
| 15.                                            | 「Eyecatch A」                                   |                |                     |                   | 0:06  |
| 16.                                            | 「ジャージ部のうた」(歌：京乃まどか（石原夏織）) | 千野孝敏       | 鈴木さえ子 TOMISIRO | 沢田完            | 2:31  |
| 17.                                            | 「Apocalypse」                                   |                |                     |                   | 2:02  |
| 18.                                            | 「Kamogawa in A minor」                          |                |                     |                   | 1:53  |
| 19.                                            | 「Floro」                                        |                |                     |                   | 1:33  |
| 20.                                            | 「De Metrio」                                    |                |                     |                   | 1:39  |
| 21.                                            | 「Axion」                                        |                |                     |                   | 1:41  |
| 22.                                            | 「Double-sided」                                 |                |                     |                   | 3:01  |
| 23.                                            | 「Lagrange」                                     |                |                     |                   | 2:27  |
| 24.                                            | 「Hollow」                                       |                |                     |                   | 1:34  |
| 25.                                            | 「-Aku-field」                                   |                |                     |                   | 1:52  |
| 26.                                            | 「Lock on air」                                  |                |                     |                   | 2:08  |
| 27.                                            | 「Massive attack」                               |                |                     |                   | 2:09  |
| 28.                                            | 「Midori」                                       |                |                     |                   | 2:38  |
| 29.                                            | 「○」                                            |                |                     |                   | 2:23  |
| 30.                                            | 「4 411」                                        |                |                     |                   | 3:38  |
| 31.                                            | 「Hello! -TV size-」(歌：中島愛)                 | 北川勝利       | 北川勝利            | 北川勝利 長谷泰宏 | 1:32  |
| 32.                                            | 「Re-turn」                                      |                |                     |                   | 1:38  |
| 合計時間:                                      | 合計時間:                                        | 合計時間:      | 合計時間:           | 合計時間:         | 59:39 |

#### TVアニメーション「輪廻のラグランジェ season2」オリジナルサウンドトラック
2012年9月26日に発売されたテレビアニメ『輪廻のラグランジェ season2』のオリジナル・サウンドトラック。中島愛が初めて英語曲に挑戦した､ラスマス・フェイバープロデュースの挿入歌「Flower in Green」をCD初収録。オープニングテーマ「マーブル」（中島愛）と、エンディングテーマ「ジャージ部魂!」(鴨女ジャージ部）のテレビサイズも収録。
収録曲
| 特記の無い曲は鈴木さえ子、TOMISIRO作曲・編曲。 |                                                |              |              |                      |       |
| #                                              | タイトル                                       | 作詞         | 作曲         | 編曲                 | 時間  |
| 1.                                             | 「Second season」                              |              |              |                      | 2:01  |
| 2.                                             | 「マーブル -TV size-」(歌：中島愛)             | 岩里祐穂     | Rasmus Faber | Rasmus Faber         | 1:32  |
| 3.                                             | 「Sangayaki burger」                           |              |              |                      | 1:32  |
| 4.                                             | 「Yurikano」                                   |              |              |                      | 2:17  |
| 5.                                             | 「Sensimiria」                                 |              |              |                      | 1:45  |
| 6.                                             | 「C breeze」                                   |              |              |                      | 1:32  |
| 7.                                             | 「Double edge」                                |              |              |                      | 1:44  |
| 8.                                             | 「Experiment」                                 |              |              |                      | 1:56  |
| 9.                                             | 「Sentiment」                                  |              |              |                      | 1:47  |
| 10.                                            | 「Presentiment」                               |              |              |                      | 1:41  |
| 11.                                            | 「Rinne no Lagrange」                          |              |              |                      | 2:12  |
| 12.                                            | 「Sacrifice」                                  |              |              |                      | 1:40  |
| 13.                                            | 「KMG confidential」                           |              |              |                      | 1:51  |
| 14.                                            | 「599-1」                                      |              |              |                      | 1:46  |
| 15.                                            | 「Flower in Green」(歌：中島愛)                | Rasmus Faber | Rasmus Faber | Rasmus Faber         | 5:02  |
| 16.                                            | 「BFFs」                                       |              |              |                      | 1:58  |
| 17.                                            | 「A chair」                                    |              |              |                      | 1:43  |
| 18.                                            | 「Lost episode」                               |              |              |                      | 1:43  |
| 19.                                            | 「Nerve cutter」                               |              |              |                      | 2:20  |
| 20.                                            | 「Polyhedron」                                 |              |              |                      | 1:46  |
| 21.                                            | 「Fatal planet」                               |              |              |                      | 1:38  |
| 22.                                            | 「Ooparts」                                    |              |              |                      | 1:42  |
| 23.                                            | 「411 60」                                     |              |              |                      | 1:56  |
| 24.                                            | 「Molrinksuit on」                             |              |              |                      | 2:04  |
| 25.                                            | 「Tragedy of Militia Zodia」                   |              |              |                      | 1:35  |
| 26.                                            | 「Absolutely」                                 |              |              |                      | 2:18  |
| 27.                                            | 「Disconnect」                                 |              |              |                      | 2:04  |
| 28.                                            | 「Magregui vs Arvirium」                       |              |              |                      | 2:25  |
| 29.                                            | 「Full force」                                 |              |              |                      | 3:56  |
| 30.                                            | 「Sympathy reloaded」                          |              |              |                      | 2:28  |
| 31.                                            | 「Dominant 140」                               |              |              |                      | 2:25  |
| 32.                                            | 「ジャージ部魂 -TV size-」(歌：鴨女ジャージ部) | ダンス☆マン  | ダンス☆マン  | ダンス☆マン 川松久芳 | 1:32  |
| 33.                                            | 「K4M064W4」                                   |              |              |                      | 2:09  |
| 合計時間:                                      | 合計時間:                                      | 合計時間:    | 合計時間:    | 合計時間:            | 68:00 |

## BD・DVD特典CD
season2 BD・DVD第1巻の初回限定版に『輪廻のラグランジェ 〜暁月のメモリア〜』のオリジナルストーリーを収録したドラマCDを同梱。
出演
- ユリカノ：伊瀬茉莉也
- イゾ：吉野裕行
- キリウス：野島健児
- アレイ：松岡禎丞
- サヌ：小松未可子
- モモスン：小倉唯

## パチスロ搭載曲
『パチスロ 輪廻のラグランジェ』で使用されるオリジナル搭載曲について記述する。

### パチスロ輪廻のラグランジェ
『パチスロ輪廻のラグランジェ』のBGMを収録したサウンドトラックが2014年2月3日の実機導入から6年後の2020年2月3日にサミーより各種サブスクリプションにて配信された。
収録曲
| 作曲者名は「Sammy Sound Team」表記。 |                                              |       |            |      |
| #                                    | タイトル                                     | 作詞  | 作曲・編曲 | 時間 |
| 1.                                   | 「ラグランジェボーナス（昼）デフォルトBGM」  |       |            | 2:34 |
| 2.                                   | 「ラグランジェボーナス（夕）デフォルトBGM」  |       |            | 1:51 |
| 3.                                   | 「ラグランジェボーナス（夜）デフォルトBGM」  |       |            | 1:58 |
| 4.                                   | 「ボーナス確定画面BGM」                      |       |            | 1:17 |
| 5.                                   | 「レベルアップチャンスBGM」                  |       |            | 1:25 |
| 6.                                   | 「訓練モード（ラン）BGM」                    |       |            | 1:30 |
| 7.                                   | 「訓練モード（ムギナミ）BGM」                |       |            | 1:13 |
| 8.                                   | 「訓練モード（まどか）BGM」                  |       |            | 1:01 |
| 9.                                   | 「訓練モード（3人）BGM」                     |       |            | 0:53 |
| 10.                                  | 「ウォクスドライブ（Ver.リンファ）BGM」      |       |            | 1:26 |
| 11.                                  | 「ウォクスドライブ（Ver.アウラ）BGM」        |       |            | 1:39 |
| 12.                                  | 「ウォクスドライブ（Ver.アウラ）BURST中BGM」 |       |            | 1:23 |
| 13.                                  | 「超ウォクスドライブBGM」                    |       |            | 1:04 |
| 合計時間:                            | 合計時間:                                    | 19:14 |            |      |

### 主題歌
エンディングテーマ
「あの日の海」
作詞・作曲 - 矢吹香那 / 編曲 - 島田昌典 / 歌 - 中島愛
パチスロ内アニメ（season2 第11.5話）「旅立ちの日、鴨川」のエンディングテーマとして使用された。中島愛のアルバム『Thank You』に収録されている。
挿入歌
「Carry Out!」
作詞 - L2 / 作曲・編曲 - 長岡成貢 / 歌 - 中島愛
パチスロ内の挿入歌として使用された。上記の「あの日の海」とともに『Thank You』に収録されている。
「ジャージ部 Forever」
作詞・作曲・編曲 - 園田健太郎 / 歌 - 鴨女ジャージ部
パチスロの新規楽曲。なお、現在も未音源化状態である。
「ジャージ部魂! まどかVer.」
作詞・作曲・編曲 - ダンス☆マン / 歌 - 京乃まどか（石原夏織）
「ジャージ部魂! ランVer.」
作詞・作曲・編曲 - ダンス☆マン / 歌 - ラン（瀬戸麻沙美）
「ジャージ部魂! ムギナミVer.」
作詞・作曲・編曲 - ダンス☆マン / 歌 - ムギナミ（茅野愛衣）
ジャージ部魂!の各ソロバージョン。「ジャージ部 Forever」と同様、これらも未音源化楽曲。

## ラジオCD
Webラジオ番組『ラグラジ! 〜石原夏織と瀬戸麻沙美の『輪廻のラグランジェ』Webラジオ〜』のラジオCDについて記述する。発売元は響。
Vol.1
新規録りおろしオーディオCDと過去放送（第1回 - 第10回）データCD-ROMの2枚組で2012年5月25日に発売された。
ゲスト
通常配信回ゲスト
- 第2回：茅野愛衣（ムギナミ 役）、ラグさわさん（Production I.Gプロデューサー）
- 第10回：松岡禎丞（アレイ 役）

録り下ろし版ゲスト
- 茅野愛衣 （ムギナミ 役）

Vol.2
新規録りおろし特別版オーディオCDと過去放送（第11回 - 第30回）データCD-ROMの2枚組で2012年8月24日発売された。
ゲスト
通常配信回ゲスト
- 第11回：讀賣テレビプロデューサー 北P
- 第13回：吉野裕行（イゾ 役）
- 第15回：興津和幸（モイド 役）
- 第16回：バンダイビジュアル宣伝担当 トリりん
- 第17回：野島健児（キリウス 役）
- 第23回：保村真（田所正蔵 役）
- 第24回：能登麻美子（中泉ようこ 役）
- 第25回：中村悠一（ヴィラジュリオ 役）
- 第27回：浜田賢二（中泉浩 役）

録り下ろし版ゲスト
- 松岡禎丞（アレイ 役）
- 興津和幸（モイド 役）